# 三清

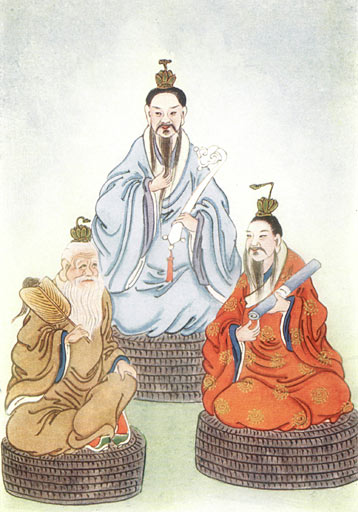
三清

三清（さんせい）は、道教の最高神格のこと。「太元」を神格化した最高神元始天尊と、「道」を神格化した霊宝天尊（太上道君）、老子を神格化した道徳天尊（太上老君）の三柱。
それぞれ道教における天上界の最高天「玉清境」「上清境」「太清境」に住し、この三天のことも「三清」と呼ぶ。道観（道教寺院）にはしばしば「三清殿」と称する三清を祀る建物がある。